# Spettroscopia funzionale nel vicino infrarosso
La spettroscopia funzionale nel vicino infrarosso (functional Near-Infrared Spectroscopy, fNIRS) è una tecnica non-invasiva di neuroimaging funzionale che impiega luce diffusa nella banda spettrale del vicino infrarosso per indagare l'attività emodinamica della corteccia cerebrale e la conseguente capacità funzionale ad essa associata.

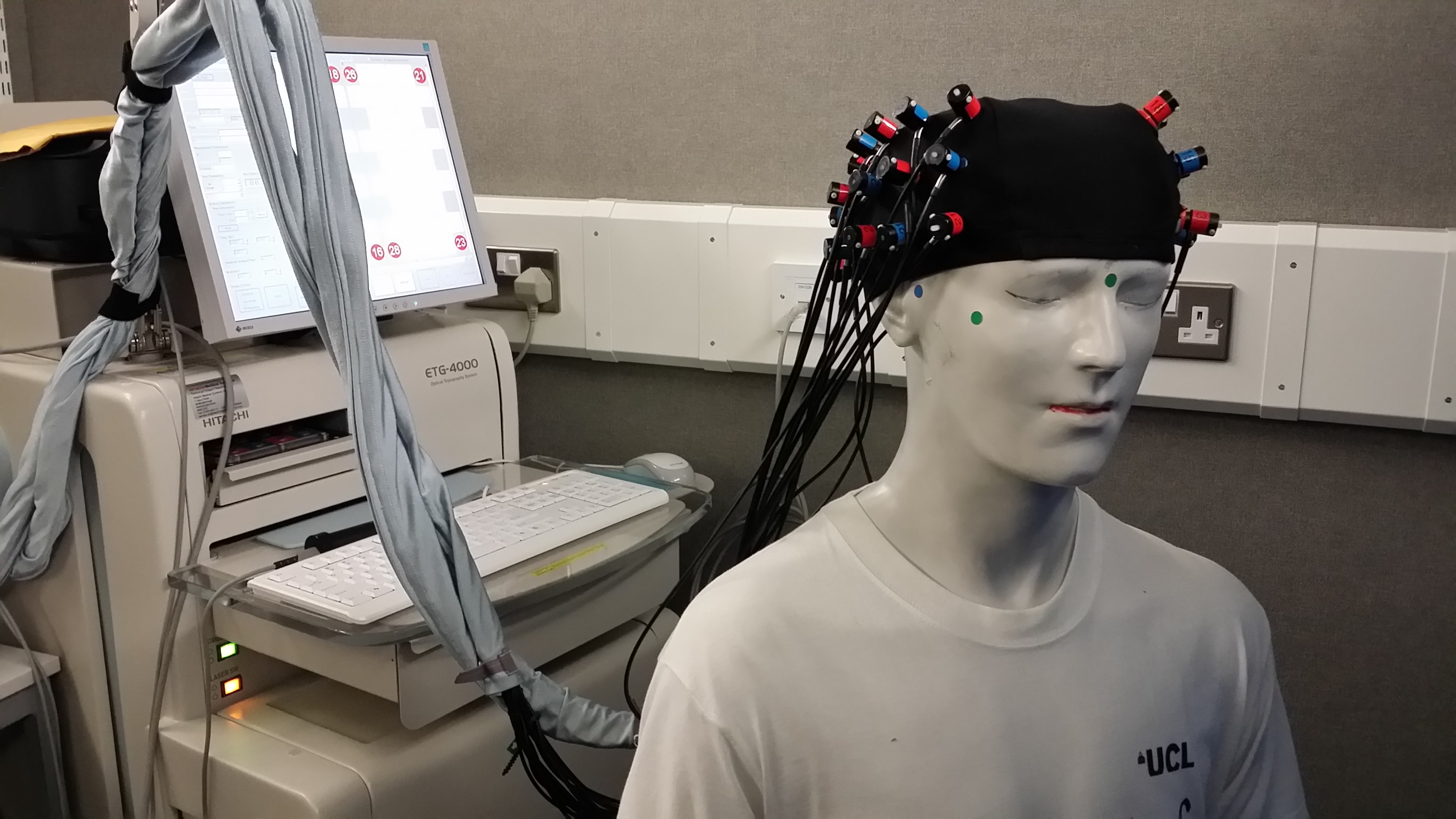
Esempio di un sistema di acquisizione fNIRS (FNIRS head Hitachi ETG4000 2).

## Storia
L’utilizzo della luce per indagini relative alle proprietà dei tessuti risale all'inizio del XIX secolo. A partire da questo periodo sono stati promossi numerosi studi volti all'approfondimento di questa tematica, fino ad arrivare al 1977, anno in cui si arrivò a comprendere che era possibile utilizzare la luce nello spettro del vicino infrarosso al fine di monitorare la saturazione di ossigeno in un tessuto in modo continuativo e non invasivo. A seguito quindi delle prime ricerche legate a questo ambito, intorno alla metà degli anni ’80 questo approccio venne applicato per la prima volta al fine di valutarne le potenzialità investigative in relazione all'ossigenazione dei tessuti cerebrali corticali. L’inizio degli anni ’90 ha infine segnato un momento di svolta nello sviluppo della fNIRS, in quanto venne dimostrato che tramite questa tecnica e sulla base del principio dell'accoppiamento neuro-vascolare era possibile misurare l’attività cerebrale in modo non invasivo. Ad oggi, l’impiego principale delle tecniche fNIRS riguarda svariati ambiti di ricerca, tra cui interfacce neurali, perfusione cerebrale, neurologia clinica, neuroscienze cognitive, studio delle emozioni, monitoraggio neonatale, riabilitazione nell'ambito dello stroke.

## Descrizione
La fNIRS permette di quantificare concentrazioni di cromofori a seguito di fenomeni di assorbimento e scattering relativi a luce diffusa nello spettro elettromagnetico del vicino infrarosso (lunghezza d'onda compresa fra 700 nm e 1 mm). In questo caso, i cromofori di interesse sono rappresentati dagli apporti di emoglobina ossigenata e deossigenata a livello delle zone più superficiali della corteccia cerebrale. Infatti, il coefficiente di assorbimento dell'acqua (il principale costituente dei tessuti biologici) all'interno di questa banda spettrale risulta trascurabile rispetto a quelli relativi all'emoglobina. Perciò, misurando nel tempo differenze nello spettro di assorbimento risulta possibile attribuire quasi interamente variazioni misurate di intensità luminosa alle rispettive variazioni di concentrazione di emoglobina. Convenzionalmente vengono utilizzate almeno due differenti lunghezze d'onda, una al di sopra e una al di sotto del punto isosbestico fra emoglobina ossigenata e deossigenata all'interno della banda spettrale del vicino infrarosso; è tuttavia possibile, sia in linea teorica che sperimentale, impiegare più lunghezze d'onda al fine di ottenere una migliore discriminazione delle concentrazioni così misurate o, allo stesso modo, indagare l'andamento di ulteriori cromofori.

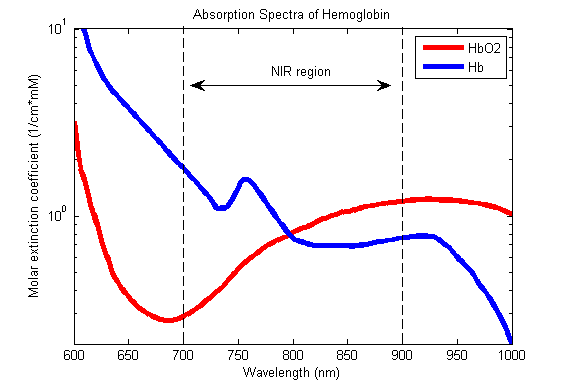
Spettro di assorbimento dell'emoglobina ossigenata (in rosso) e deossigenata (in blu) nella banda spettrale del vicino infrarosso. L'intersezione fra queste due curve rappresenta il rispettivo punto isosbestico.

Da un punto di vista sperimentale, questa misurazione viene effettuata posizionando coppie di sorgenti e detettori di luce infrarossa sullo scalpo del soggetto tramite la semplice applicazione di una cuffia elastica. Inoltre, il segnale di intensità luminosa che viene così rilevato si riferisce quasi esclusivamente alle zone più superficiali della corteccia cerebrale, in quanto relativamente alla banda spettrale del vicino infrarosso la maggior parte della luce riesce a raggiungere una profondità di circa 1.5 - 2 cm rispetto allo scalpo. A sua volta, la profondità raggiunta dipende anche dalle singole distanze fra sorgenti e detettori. L'aspetto funzionale di questa tecnica deriva invece dalla possibilità di effettuare queste misurazioni fornendo contemporaneamente stimoli di carattere motorio, cognitivo e/o sensoriale al soggetto sotto esame. Alla pari di altre tecniche di neuroimaging funzionale, il principio fisiologico che permette di correlare l'attività emodinamica misurata alle singole capacità funzionali si riferisce al fenomeno dell'accoppiamento neuro-vascolare. Questo principio infatti afferma che un'attività neurale relativa ad una specifica area cerebrale, la quale a sua volta fa riferimento a una risposta funzionale del soggetto a seguito di uno stimolo, causa un aumento locale del consumo di ossigeno ed una conseguente variazione del flusso sanguigno. In particolare, questo processo metabolico si traduce in un aumento locale dell'apporto di emoglobina ossigenata e una corrispondente riduzione di emoglobina deossigenata nell'area cerebrale deputata allo svolgimento di uno specifico compito.

### Composizione del segnale e problema della standardizzazione
L’attività cerebrale misurata tramite la fNIRS sulla base del principio dell’accoppiamento neuro-vascolare risulta quindi essere la composizione di segnali relativi a risposte emodinamiche evocate a seguito di attività neurali localizzate. Tuttavia, dato il posizionamento delle coppie di sorgenti e detettori sullo scalpo del soggetto, il segnale complessivo è inevitabilmente contaminato da componenti di carattere extra-cerebrale e sistemiche. Allo stesso modo, il segnale risulta inoltre sovrapposto a possibili risposte emodinamiche relative ad attività non-evocate, le quali possono essere a loro volta dovute sia ad attività neurali secondarie al compito svolto che componenti sistemiche, fra cui la pulsazione cardiaca, la frequenza respiratoria e le onde di Mayer. Le componenti extra-cerebrali quali lo scalpo e il cranio rappresentano una significativa componente di rumore, in quanto caratterizzano una grande porzione del cammino complessivo che i fotoni compiono rispetto alla distanza sorgente-detettore. Al fine di operare un’opportuna analisi del segnale fNIRS risulta necessario considerare l’insieme di questi effetti di interferenza fisiologica, in modo da poter escludere possibili effetti non strettamente legati al principio dell’accoppiamento neuro-vascolare ed evitare un’erronea interpretazione delle risposte emodinamiche stimate alla luce di falsi positivi e falsi negativi. La scelta stessa delle lunghezze d'onda impiegate e della distanza sorgente-detettore contribuisce a ridurre la presenza di errori dovuti a questi effetti di interferenza fisiologica. Inoltre, un’ulteriore problematica relativa a sorgenti di rumore sovrapposte al segnale utile fNIRS riguarda la presenza di artefatti da movimento, i quali derivano principalmente da un non perfetto posizionamento di sorgenti e detettori sullo scalpo, movimenti eccessivi della testa o del corpo rispetto alle condizioni sperimentali. Queste componenti di rumore si presentano generalmente sovrapposte alla stessa maniera su tutti i canali di misurazione (coppie sorgente-detettore) come improvvise e isolate variazioni del segnale misurato. Esistono in letteratura svariate strategie per la riduzione di questi artefatti basate su approcci sia a singolo canale che multi-canale.
In aggiunta a queste considerazioni, va riportato che attualmente non esiste un processo di standardizzazione per quanto riguarda un approccio all'analisi del dato fNIRS, in quanto i parametri relativi alle singole acquisizioni dipendono dalle specifiche condizioni sperimentali. La mancanza di una pratica comune impatta negativamente sia sulla riproducibilità degli studi proposti che sull'interpretazione dei dati, specialmente se non si ha ben chiaro la composizione del segnale fNIRS e delle fonti di rumore fisiologico ad esso sovrapposto. Data quindi la molteplicità dei fattori che possono causare incertezza nell'interpretazione dei dati, le singole componenti dell'apparato di misurazione, i singoli step di pre-elaborazione e analisi statistica del segnale fNIRS devono essere presi in considerazione separatamente.

### Confronto con risonanza magnetica funzionale
In termini di principi applicativi, la fNIRS viene molte volte comparata o considerata complementare alla risonanza magnetica funzionale (functional Magnetic Resonance Imaging, fMRI), in quanto anch'essa rappresenta una tecnica non invasiva e capace di quantificare le capacità funzionali di un soggetto sulla base di variazioni dell'ossigenazione cerebrale a seguito di un'attività neurale. Tuttavia, la fNIRS permette di ottenere una misura diretta ed indipendente delle concentrazioni di emoglobina ossigenata e de-ossigenata seppur limitata ad un segnale confinato entro il cammino dei fotoni rispetto alle zone più superficiali della corteccia cerebrale, lo scalpo ed il tessuto cranico. Al contrario, la fMRI, la quale si basa a sua volta sul principio di accoppiamento neuro-vascolare, prende in considerazione le proprietà paramagnetiche e diamagnetiche di questi cromofori di interesse. A discapito quindi di una minore risoluzione spaziale, in quanto appunto limitata dalle singole distanze sorgente-detettore, la fNIRS presenta alcuni vantaggi rispetto alla fMRI. Fra questi vantaggi si riporta:
- maggiore risoluzione temporale, quindi maggiori possibilità di indagare nel dettaglio la risposta emodinamica corticale
- minori costi associati alla singola acquisizione
- minor sensibilità rispetto agli artefatti da movimento
- maggiore flessibilità nelle capacità di impiego, fra cui la possibilità di eseguire protocolli sperimentali in ambiente aperto che non richiedono quindi l'immobilità del soggetto, nonché la promozione di dispositivi indossabili e portabili[19].

La possibilità di integrare l'informazione funzionale ottenuta tramite fNIRS con un'informazione di tipo strutturale derivante da immagini soggetto-specifiche o atlanti anatomici rappresenta un utile mezzo al fine di ottenere una migliore interpretazione dei risultati ottenuti tramite fNIRS stessa. Per questo motivo, vengono utilizzati metodi di imaging di Diffuse Optical Tomography (DOT) al fine di creare modelli volumetrici per simulare, prevalentemente attraverso simulazioni Monte Carlo, la diffusione dei fotoni attraverso i tessuti cerebrali, quindi ottenere una migliore quantificazione e visualizzazione dell'attività emodinamica misurata tramite fNIRS. Sono inoltre presenti in letteratura studi che dimostrano che ricostruzioni operate tramite metodi DOT risultano comparabili con quelle ottenute tramite fMRI.

## Classificazione delle tecniche
In base al tipo di tecnologia e il metodo di misurazione impiegato, si possono distinguere tre principali tipologie di tecniche fNIRS.

### Onda continua
I sistemi a onda continua (Continuous Wave, CW-fNIRS) risultano essere quelli maggiormente utilizzati nell'ambito delle neuroscienze e presentano i costi minori rispetto alle altre tipologie di fNIRS, nonché promuovono inoltre applicazioni che coinvolgono soggetti in movimento e l'utilizzo di tecnologie wireless. Il termine "onda continua" indica il fatto che viene misurata l'intensità della luce diffusa attraverso i tessuti tramite modalità di emissione a ampiezza e frequenza costante. A differenza delle altre tipologie di fNIRS non risulta quindi possibile determinare le concentrazioni assolute di emoglobina ossigenata e deossigenata, ma solamente variazioni di concentrazione dei rispettivi cromofori. 
Per ogni canale di misurazione ed ogni lunghezza d'onda {\displaystyle \lambda } impiegata viene misurata la rispettiva densità ottica {\displaystyle OD(\lambda )}, ovverosia il grado di attenuazione relativo al cammino dei fotoni fra sorgente e detettore, come 
{\displaystyle OD(\lambda )=log_{10}({\tfrac {I_{0}(\lambda )}{I(\lambda )}})}
dove {\displaystyle I_{0}}rappresenta l'intensità luminosa iniziale.
Successivamente, sotto le ipotesi di variazioni omogenee delle concentrazioni di emoglobina ossigenata {\displaystyle [HbO_{2}]}e deossigenata {\displaystyle [HbR]}rispetto a porzioni anch'esse omogenee di tessuto sottostante, viene applicata la versione modificata della legge di Lambert-Beer (modified Beer-Lambert Law, mBLL) al fine di mettere in relazione queste concentrazioni con le rispettive densità ottiche attraverso la seguente relazione 
{\displaystyle OD(\lambda )=\textstyle \displaystyle \varepsilon _{HbO_{2}}(\lambda )[HbO_{2}]DPF(\lambda )d+\varepsilon _{HbR}(\lambda )[HbR]DPF(\lambda )d}
dove, per ogni cromoforo, {\displaystyle \varepsilon }rappresenta il coefficiente di estinzione molare e {\displaystyle d} la lunghezza del canale di misurazione (distanza sorgente-detettore). A differenza della versione non modificata, questa legge tiene conto, tramite il parametro adimensionale {\displaystyle G(\lambda )}, dei fenomeni di scattering dovuti alla conformazione geometrica dei tessuti cerebrali. Inoltre, il parametro {\displaystyle DPF}(differential pathlength factor), anch'esso adimensionale, permette di tenere in considerazione l'aumento della distanza dovuta al cammino medio dei fotoni rispetto alla lunghezza del canale di misurazione. La scelta di quest'ultimo valore influenza la risposta emodinamica stimata. In assenza della possibilità di determinare il {\displaystyle DPF}esistono valori tabulati determinati sperimentalmente in relazione alla lunghezza d'onda e l'età del soggetto. Tuttavia, soprattutto nel caso della CW-fNIRS, il metodo suggerito per la determinazione di questo valore prevede l'utilizzo di metodi di DOT, anche solo su atlanti anatomici in assenza di immagini soggetto-specifiche, per determinare il profilo di sensibilità della luce rispetto ai tessuti incontrati lungo il cammino dei fotoni.
Assumendo quindi che variazioni di intensità luminosa siano quasi interamente dovute al solo fenomeno di assorbimento (scattering trascurabile) e siccome l'interesse della misura CW-fNIRS è relativo alle variazioni di concentrazione dei cromofori di interesse, il termine {\displaystyle G(\lambda )}viene eliminato e la precedente relazione si traduce nella formula
{\displaystyle \Delta OD(\lambda )=\textstyle \displaystyle \varepsilon _{HbO_{2}}(\lambda )\Delta [HbO_{2}]DPF(\lambda )d+\varepsilon _{HbR}(\lambda )\Delta [HbR]DPF(\lambda )d}
Infine, impiegando due opportune lunghezze d'onda, le rispettive concentrazioni di emoglobina si possono calcolare tramite risoluzione di un sistema algebrico di questo tipo: 
{\displaystyle {\begin{bmatrix}\Delta [HbR]\\\Delta [HbO_{2}]\end{bmatrix}}={\frac {1}{d}}{\begin{bmatrix}\varepsilon _{HbR}(\lambda _{1})&\varepsilon _{HbO_{2}}(\lambda _{1})\\\varepsilon _{HbR}(\lambda _{2})&\varepsilon _{HbO_{2}}(\lambda _{2})\end{bmatrix}}^{-1}{\begin{bmatrix}\Delta OD(\lambda _{1})\diagup DPF(\lambda _{1})\\\Delta OD(\lambda _{2})\diagup DPF(\lambda _{2})\end{bmatrix}}}

### Risolta nel dominio della frequenza
La spettroscopia risolta nel dominio della frequenza (Frequency Domain, FD-fNIRS) impiega invece sorgenti laser modulate in ampiezza tramite sinusoidi con frequenze variabili fra l'ordine delle decine e delle centinaia di MHz. A differenza della CW-fNIRS, questa tipologia permette di effettuare tramite la rilevazione delle attenuazioni in ampiezza e lo slittamento di fase una misurazione diretta degli effetti di assorbimento e scattering dei tessuti incontrati. Di conseguenza, questa tecnica permette di ottenere a partire da questa caratterizzazione delle proprietà ottiche dei tessuti una quantificazione assoluta delle concentrazioni di emoglobina ossigenata e de-ossigenata. Data la necessità di effettuare queste misurazioni tramite sorgenti laser modulate in frequenza, i sistemi FD-fNIRS risultano più complessi in termini di realizzazione e funzionamento, nonché legati a costi maggiori, rispetto ai sistemi CW-fNIRS.

### Risolta nel dominio del tempo
La spettroscopia risolta nel dominio del tempo (Time Domain, TD-fNIRS) permette di misurare la distribuzione del tempo di volo dei fotoni in un mezzo diffusivo tramite l'impiego di impulsi luminosi con durata nell'ordine dei picosecondi. Di conseguenza, le informazioni relative all'attività emodinamica dei tessuti possono essere misurate sulla base del profilo di attenuazione, decadimento e andamento temporale della luce retrodiffusa. Rispetto alla FD-fNIRS, questa tipologia permette la migliore discriminazione dei coefficienti di assorbimento e scattering dei tessuti, in quanto la lunghezza del cammino dei fotoni può essere direttamente stimata dalla distribuzione stessa dei tempi di volo misurati. Questo permette inoltre di quantificare le proprietà ottiche dei tessuti a più frequenze, in quanto utilizzando impulsi luminosi di breve durata viene indagato simultaneamente un ampio spettro di frequenze. Tuttavia, data la necessità di sistemi ad alta-velocità per la rilevazione e emissione di impulsi luminosi, questa metodologia risulta essere la più costosa e complicata dal punto di vista tecnico.